# Cathedral of the Blessed Sacrament

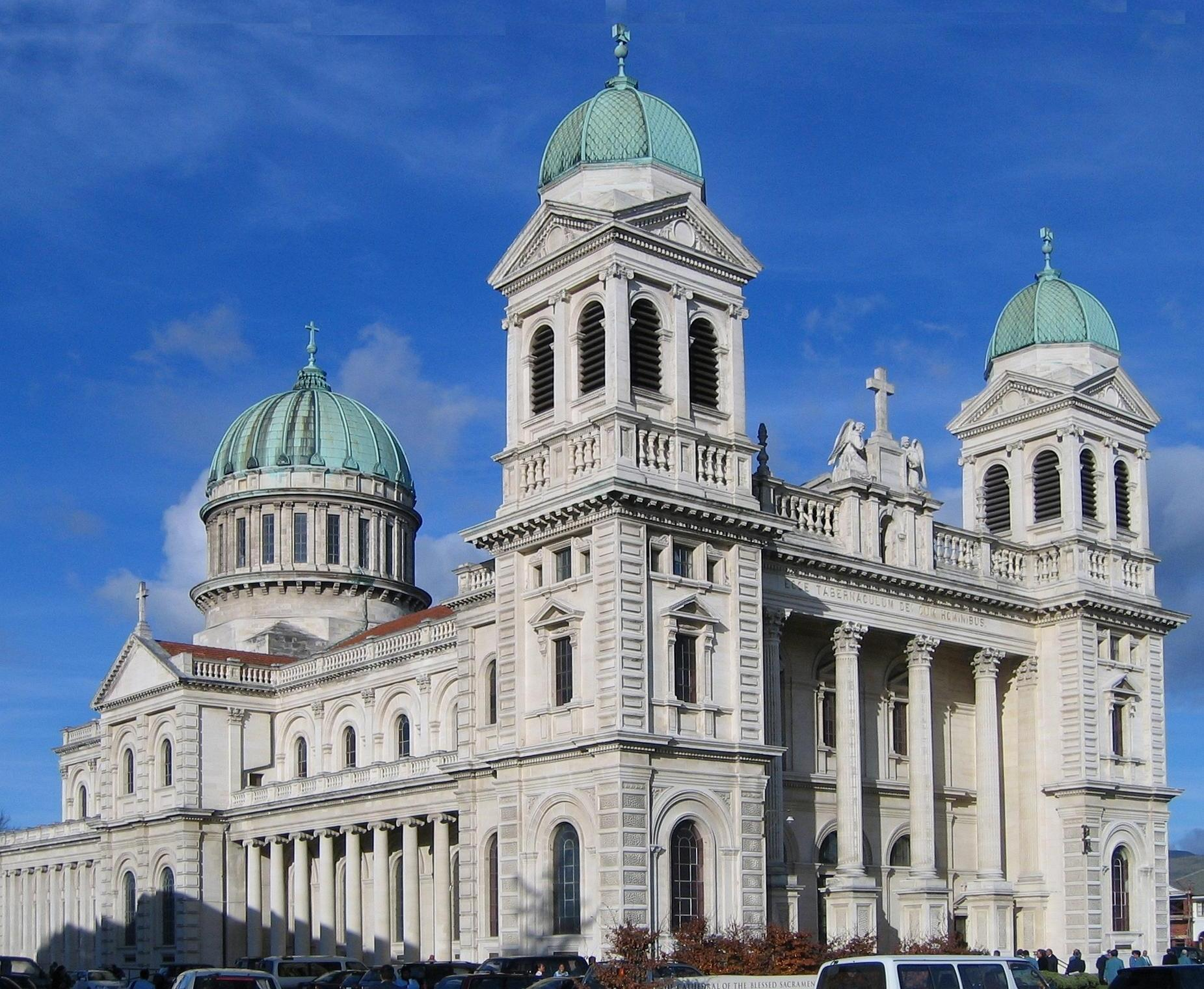
Die Cathedral of the Blessed Sacrament (2005)

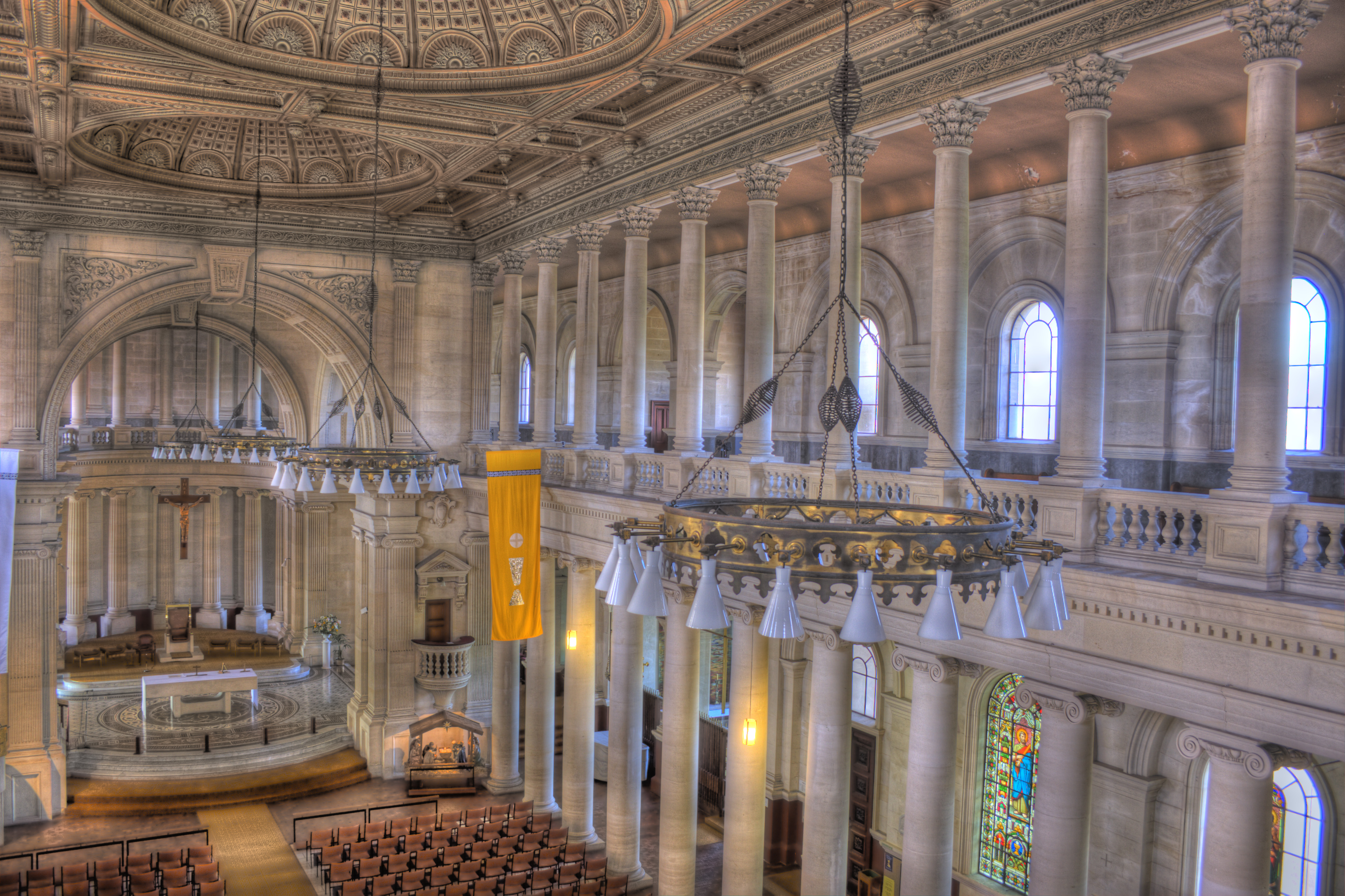
Inneres (2009)

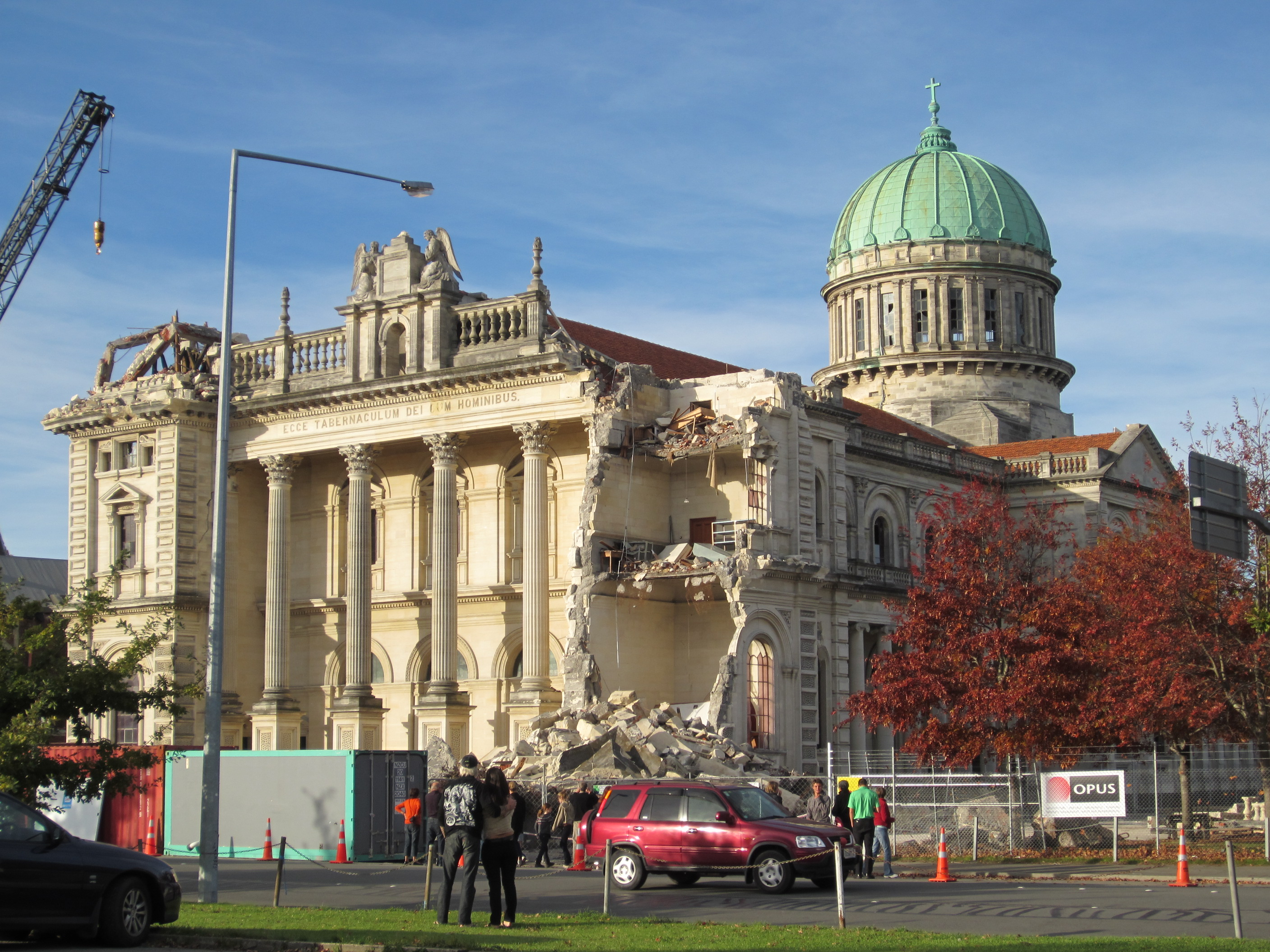
Die Kathedrale nach den Erdbeben (April 2011)

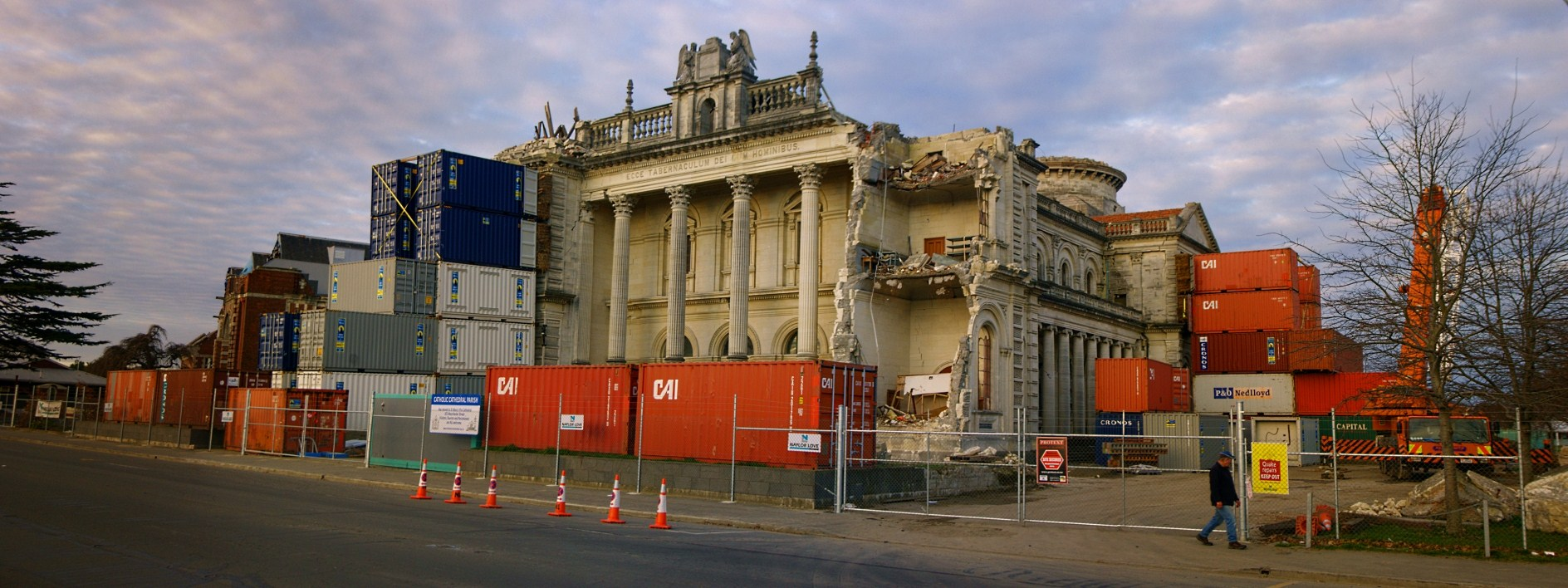
Das Gebäude nach Abtragung des Chorturms, provisorisch stabilisiert (September 2011)

Die Cathedral of the Blessed Sacrament (Kathedrale des Allerheiligsten Sakraments), auch Christchurch Basilica im Unterschied zur anglikanischen ChristChurch Cathedral, war die Bischofskirche des römisch-katholischen Bistums Christchurch in Christchurch, Neuseeland. Das am 12. Februar 1905 durch den Erzbischof von Melbourne Thomas Carr geweihte Gotteshaus galt als Hauptwerk des neuseeländischen Architekten Francis Petre. Durch die Erdbeben von 2010 und 2011 wurde die Kathedrale so schwer beschädigt, dass Bischof Paul Martin 2019 ihren endgültigen Abriss und einen Neubau an anderer Stelle ankündigte.

## Geschichte

### Vorgeschichte
Neuseeland ist durch seine britische Kolonialgeschichte überwiegend anglikanisch geprägt. Um die Mitte des 19. Jahrhunderts entwickelten jedoch die mehrheitlich irischstämmigen katholischen Siedler ein wachsendes Selbstbewusstsein, dem der Heilige Stuhl durch die Errichtung kanonischer Bistümer Rechnung trug.
Das erste römisch-katholische Kirchengebäude in Christchurch war eine Holzkirche, entworfen von Benjamin Mountfort. Sie wurde 1864 fertiggestellt und in den 1870er Jahren erweitert. Die Gründung des Bistums Christchurch im Jahr 1887 führte zur Planung einer repräsentativen Kathedrale, maßgeblich vorangetrieben durch den ersten Bischof von Christchurch John Joseph Grimes († 1915).

### Bau
Nachdem ein ausreichender Grundstock für die Finanzierung des Neubaus zusammengetragen und Petre als Architekt gewonnen war, wurde die alte Holzkirche mit Zugmaschinen um 120 Meter versetzt und am 10. Februar 1901 der Grundstein der Kathedrale gelegt.
Zur Zeit ihrer Errichtung waren fünfzig Menschen auf der Baustelle der Kathedrale beschäftigt, insgesamt wurden 3400 m³ an Steinen, 110 m³ Beton sowie 90 t Stahl benötigt. Nachdem es Probleme gab, geeignetes Gestein in so großen Mengen anzuliefern, entstanden Finanzierungslücken während des Baus. Infolgedessen verabschiedete das neuseeländische Parlament unter dem damaligen Premierminister Richard Seddon ein eigenes Gesetz, das die Finanzierung der Kathedrale sicherstellen und der römisch-katholischen Diözese bei den Gesamtkosten von 52.000 £ unter die Arme greifen sollte.
Die Architektur des Gebäudes wurde weitgehend positiv bewertet, was den bekannten irischen Autor George Bernard Shaw bei einem Besuch in Christchurch 1934 dazu verleitete, Petre als „neuseeländischen Brunelleschi“ zu bezeichnen.
In den folgenden Jahrzehnten wurde die Christchurch Basilika reich mit Kunstwerken ausgestattet. In den 1970er Jahren wurden aufwendige Sanierungsmaßnahmen und die Umgestaltung nach den Vorgaben des Zweiten Vatikanischen Konzils durchgeführt. Zur Hundertjahrfeier 2005 entstand ein neuer Zyklus von Kreuzwegbildern.

### Erdbeben
Beim Erdbeben am 4. September 2010 wurde die Kathedrale beschädigt. Sie wurde geschlossen, um Stabilisierungsmaßnahmen durchzuführen. Beim Erdbeben am 22. Februar 2011 stürzten u. a. die Portaltürme ein – der südliche bis zum Erdgeschoss –, tragende Teile gerieten in Schieflage und der gesamte Bau bekam tiefe Risse. Nach dem Erdbeben im Juni 2011 wurden Kuppelhaube und Obergeschoss des Chorturms aus Sicherheitsgründen abgetragen.
Als Nothilfe für Erdbebengeschädigte gründete die Diözese den Christchurch Diocesan Earthquake Recovery Fund. Die Pfarrkirche St. Mary’s dient als Prokathedrale. Anfang August 2019 kündigte Bischof Paul Martin den endgültigen Abriss und einen Neubau an anderer Stelle an. Im September 2020 begann der Abriss.

## Architektur
Von allen nach Francis Petres Entwürfen errichteten Gebäuden gilt die Cathedral of the Blessed Sacrament als das bedeutendste, dazu als schönster und beeindruckendster Neorenaissance-Bau Australasiens.
Nachdem sich Petre vom neugotischen Stil losgesagt hatte, der große Teile des 19. Jahrhunderts dominierte, läutete er ein neues architektonisches Zeitalter in Neuseeland − insbesondere in Christchurch − ein. Er entwarf seinen neuen Kathedralbau im Stil der Renaissance und orientierte sich dabei am klassischen Basilika-Schema mit dreischiffigem Langhaus, Querhaus, Chor mit Apsis im Osten und repräsentativer Turm/Portal-Front im Westen – jedoch mit einer großen Ausnahme. Entgegen der seit der Romanik geltenden Konvention, die Kuppel auf die Vierung, den Schnittpunkt von Haupt- und Querschiff, zu setzen, platzierte Petre sie über dem Chor. Diese ungewöhnliche Lösung in Verbindung mit der byzantinisch anmutenden Apsis sollte, so seine Absicht, die „Herrlichkeit“ des im runden Chorschluss befindlichen Hochaltars vergrößern und damit zugleich auf das Patrozinium der Kirche hinweisen, da sich hier der Tabernakel befindet.
Die Christchurch Basilica besteht aus Beton, der von Oamaru-Gestein, einem harten Kalkstein, armiert wird. Das Kirchenschiff und der Altarraum werden von aus ionischen Säulen aufgebauten Kolonnaden gestützt. Das Hauptportal wird nach europäischem Kathedralmuster von zwei Türmen flankiert. Türme und Kuppel tragen Kupferhauben.
Die Kathedrale von Christchurch wird oft mit der St Paul’s Cathedral in London aus dem 18. und besonders mit der Pariser St. Vincent-de-Paul-Kirche aus dem 19. Jahrhundert verglichen. Doch war es vor allem der französische Priester und autodidaktische Architekt Benoît-Agathon Haffreingue, von dem Petre beim Entwurf der Cathedral of the Blessed Sacrament beeinflusst wurde. Er war während eines prägenden Teils seiner Ausbildungszeit bei Haffreingue in der Lehre gewesen. Dieser wiederum war die treibende Kraft beim Wiederaufbau der Kathedrale von Boulogne-sur-Mer, der die Kathedrale von Christchurch ähnlich sehen sollte. Unter anderem wurde auch die französische Kathedrale mit der unkonventionellen Kuppelposition errichtet.